# Бранислав Митровић (архитекта)
Бранислав Митровић (Бар, 28. новембар 1948) југословенски, црногорски и српски је архитекта, професор Архитектонског факултета Универзитета у Београду.

## Биографија
Дипломирао је у Београду, на Архитектонском факултету 1974. године код професора Уроша Мартиновића. Члан је УЛУПУДС од 1977.
Од 1977. до 1986. је радио у Пројектном заводу РО „Србијапројект“, на разним пословима, од самосталног до водећег пројектанта. Од 1986. до 1990. ради у Центар за истраживање и пројектовање – ЦИП Београд, као водећи пројектант.
Од 1990. године је доцент на Архитектонском факултету у Београду на предмету Архитектонска анализа простора. Члан је председништва Друштва архитеката Београда од 1983. до 1989. године, а председништва Савеза архитеката Србије од 1987. године. Председник је Савеза архитеката Србије од 1993. године. 1995. године је изабран за ванредног професора на Архитектонском факултету у Београду на предмету Пројектовање 3, Објекти спектакла и Архитектонска анализа 1, 2, 3. Од 1995—1997. године је шеф катедре за пројектовање на Архитектонском факултету. Од школске 1997/98 године води СТУДИО 11 на катедри за пројектовање. 1998. године изабран је за редовног професора Архитектонског факултета. Изабран је за доцента Архитектонског факултета у Београду 1990, а касније и за ванредног, односно редовног професора.
2006. оснива свој пројектни биро под називом МИТарх студио, Београд.

## Награде и признања
- Признање Института за урбанизам и архитектуру Србије за најбољи дипломски рад за 1974. годину[1]
- Републичка награда листа Борба за најбоље архитектонско остварење на територији Републике Србије 1986. и 1991. године[1]
- Специјална награда Савеза архитеката Србије 1989. и 1993. године[1]
- Велика награда Салона архитектуре 1990. и 1998. године[1]
- Специјална награда Салона архитектуре 1990. године[1]
- Октобарска награда града Београда за архитектуру 1990. и 1996. године[1]
- Савезна награда листа Борба 1991. године за најбоље архитектонско остварење на територији СФР Југославије
- Новембарска награда града Будве 1994. године за допринос на пољу архитектуре и урбанизма на том простору[1]
- Велика награда Новосадског салона архитектуре ДАНС за изведени објекат 1997. и 1998. године
- Годишња награда Савеза архитеката Србије 1997. године[1]
- Награда Новосадског салона архитектуре ДАНС за ентеријер 1999. године
- Годишња награда часописа Кућа стил за ентеријер 1999. године[1]
- Награда листа Борба за архитектуру за најуспешније реализовано архитектонско дело у СР Југославији у 2000. години
- Велика награда Савеза архитеката Србије за 2002. годину[1]
- Награда Савеза архитеката за најбоље изведени објекат за 2002. годину
- Велика награда Савеза архитеката Србије и Академије архитектуре за дело 2003.
- Награда Новости за 2004. годину за најбоље изведено дело на територији СЦГ
- Награда „Александар Шалетић“ Мајског салона 2005. године за ентеријер пословнице Hypo-Alpe-Adria банке у Београду.[1]
- Гранд при (Grand Prix) 33. Салона архитектуре за најбољи објекат (2011)[1]
- Награда 34. Салона архитектуре (2012)[1]

## Награде на конкурсима
Урадио је више од 140 архитектонских конкурса I на њима добио преко 90 награда, од којих су најзначајније:
- 1979 Типски стамбени објекат куће за одмор. I НАГРАДА
- 1980 Урбанистичко архитектонско решење Летње позорнице, Свети Стефан, Црна Гора. I НАГРАДА. РЕАЛИЗОВАНО
- 1981 Торањ за технолошку воду „ТЕЦ - 2", Крагујевац, Србија. I НАГРАДА. РЕАЛИЗОВАНО
- 1982 Основна школа, Титово Ужице, Србија. I ПЛАСМАН. РЕАЛИЗОВАНО
- 1985 Стамбено – пословни блок „Топличка 2" , Титово Ужице, Србија. I НАГРАДА. РЕАЛИЗОВАНО
- 1986 Стамбене зграде Н-15 I Н-16, Нови Сад, Србија. I НАГРАДА. РЕАЛИЗОВАНО
- 1987 Туристички комплекс „Јаз“ са хотелом "de luxe" категорије, Будва, Црна Гора. I НАГРАДА
- 1988 Пословна зграда „Центротекстил“, Београд. I НАГРАДА. РЕАЛИЗОВАНО
- 1992 Пословно – стамбени блок на Врачарском платоу, Београд. I НАГРАДА
- 1992 Архитектонско – урбанистичко решење уређења центра Петровца на мору, Црна Гора. I НАГРАДА
- 1992 Урбанистичко – архитектонско решење насеља „Шумет“, Свети Стефан, Црна Гора. I НАГРАДА
- 1993 Конкурс „Тек венчани“, Београд. I НАГРАДА
- 1993 Пословни центар, Суботица, Србија. I НАГРАДА
- 1995 Пословни центар са робном кућом, Будва, Црна Гора. I НАГРАДА
- 1999 Пословна зграда „ХВБ“ банке, Београд. I НАГРАДА. РЕАЛИЗОВАНО
- 2000 Пословни центар „Цептер“, Бања Лука, БиХ, Република Српска. I НАГРАДА
- 2000 Пословна зграда и банка, Бијељина, БиХ, Република Српска. I НАГРАДА
- 2001 Пословна зграда „Делта Спорт“, Нови Београд. I НАГРАДА
- 2002 II фаза Хотела „Сплендид“, Бечићи, Црна Гора. I НАГРАДА
- 2003 Урбанистичко – архитектонско решење централне зоне Зрењанин са пешачком зоном, Зрењанин, Србија. I НАГРАДА. РЕАЛИЗОВАНО
- 2003 Реконструкција и доградња хотела „Палас“, Бања Лука, БиХ, Република Српска. I НАГРАДА
- 2004 Регулациони план просторне целине „Дедиње“, Београд. I НАГРАДА
- 2004 Идејно архитектонско – урбанистичко решење градског блока између улица Вука Караџића I И Крајишког корпуса, Бања Лука, БиХ, Република Српска. I НАГРАДА
- 2004 Пословни центар „Генекс“, Нови Београд. I НАГРАДА
- 2005 Идејно решење пословног објекта у Скерлићевој улици, Београд. ОТКУП
- 2006 Идејни архитектонско – урбанистички пројекат туристичког насеља у Каменову, Црна Гора. I НАГРАДА
- 2006 Идејно архитектонско решење зграде општине Сурчин, Београд. I НАГРАДА
- 2006 Реконструкција и проширење јавне гараже Зелени венац, Београд. II НАГРАДА
- 2006 Гостинске виле на локацији „Краставац“, Перазића до, Црна Гора. II НАГРАДА
- 2006 Пројекат за комерцијалну зграду, Врњачка Бања, Србија. II НАГРАДА
- 2006 Архитектонски и урбанистички концепт за градски трг Маршала Тита, Херцег Нови, Црна Гора. III НАГРАДА
- 2006 Идејни архитектонски, урбанистички и саобраћајни пројекат унутрашњег магистралног прстена на деоници аутопута од Аутокоманде до улаза у Душановачки тунел, Београд. I НАГРАДА
- 2007 Архитектонско – урбанистички конкурс за пословно – комерцијални објекат на углу улица Мачванске, Боре Станковића I Мутапове, Београд. I НАГРАДА
- 2008 Пословна зграда за блок 11а, Нови Београд. II НАГРАДА
- 2008 Идејно – архитектонско решење пословног објекта ИМ Матијевић и Јавне гараже, Нови Сад, Србија. I НАГРАДА
- 2008 Идејно – архитектонско решење стамбено – пословног објекта у улици Господара Вучића бр. 223 у Београду. I НАГРАДА
- 2008 Међународни конкурс за идејно урбанистичко решење центра Бара, Црна Гора. III НАГРАДА
- 2009 Идејно урбанистичко – архитектонско решење Трга Републике са Рибљом пијацом, Нови Сад, Србија.
- 2009 Археолошки Центар Мајнц, Немачка. II КРУГ
- 2009 Идејно програмско архитектонско решење Винског Села комплекса Шипчаник, Црна Гора. III НАГРАДА
- 2010 Пословно - стамбени објекат на локацији „Стара аутобуска станица“, Бања Лука, БиХ, Република Српска. III НАГРАДА
- 2010 Градска Галерија за Европску престоницу културе Драва 2012, Марибор, Словенија.
- 2010 Стамбено - пословни објекат у Бијелом Пољу, Црна Гора. I ПЛАСМАН
- 2010 Пословни објекат „ХЕ на Дрини“ у Вишеграду под заштитом I контролом УНЕСЦО-а, БиХ, Република Српска. I ПЛАСМАН. У РЕАЛИЗАЦИЈИ
- 2010 Хотел „Игало“ у Игалу, Црна Гора. III НАГРАДА
- 2010 Идејно архитектонско - урбанистичко решење туристичког центра „Србија на длану“ на Сребрном језеру, Србија. I ПЛАСМАН
- 2011 Екстензија музеја "Serlachius Museum Gösta", Финска.
- 2011 Хотел „Јадран“ у Улцињу, Црна Гора. III НАГРАДА
- 2011 Стамбено - пословни комплекс социјалног становања у насељу Овча, Београд. ОТКУП. У РЕАЛИЗАЦИЈИ
- 2011 Кула Алтернативне гараже у Хонгконгу. ОТКУП
- 2011 Резиденцијални комплекс, Плутy, Кијев, Украјина.